# 권광중
권광중(權光重, 1942년)은 대한민국의 광주지방법원장과 사법연수원장 등을 역임한 법조인이다.

## 생애
1942년 충청북도 옥천군에서 태어난 권광중은 서울고등학교와 서울대학교 법학과를 졸업하고 1966년 제6회 사법시험에 합격하고  1968년부터 1971년까지 육군 법무관으로 군 복무를 마쳤다.
1984년부터 1987년까지 사법연수원 교수를 지내다가 1987년에 서울민사지방법원 부장판사, 1989년 법원행정처 송무국장, 1991년에 서울고등법원 부장판사, 1992년에 사법연수원 수석교수, 1994년에 서울고등법원 부장판사, 서울지방법원 민사수석부장판사, 1997년에 서울고등법원 수석부장판사에 전보되어 재직하다가 1998년 2월에 법원장으로 승진하여 광주지방법원과 사법연수원에서 법원장으로 재직하였으며 사법연수원장을 마지막으로 2000년 7월에 퇴직하여 법무법인 광장에서 고문 변호사와 대표 변호사를 하였다.
권광중은 서울민사지방법원 수석부장판사를 지내면서 법정관리 등 회사정리절차의 기초를 다졌으며 '회사정리, 화의및 파산 사건 실무'등 다수의 논문을 썼다.
권광중은 법관에서 물러나 변호사를 하면서도,
- 2001년 3월 ~ 2004년 3월 국세심판원 비상임심판관
- 2003년 6월 ~ 대한상사중재원 중재인
- 2003년 9월 ~ 2006년 8월 제5대 경찰위원회 위원장
- 2005년 3월 ~ 2009년 2월 제5대, 제6대 대한변호사협회 변호사연수원장
- 2007년 3월 ~ 2013년 3월 서울중앙지방법원 민사조정위원협의회 회장
- 2007년 8월 ~ 2013년 8월 서울특별시 행정심판위원회 위원
- 2008년 ~ 2010년 대한변호사협회 사법평가위원회 위원장
- 2011년 7월 ~ 2013년 7월 제3기 법조윤리협의회 위원장
- 2013년 11월 대한변호사협회 사법평가위원회 위원장
- 2015년 5월 사법연수원 운영위원회 부위원장, 동 위원장

공적인 직무를 맡아 활동을 하였으며 2011년에 헌법재판소에서 "기소유예처분취소 사건에서 비록 인용결정을 이끌어 내지는 못했지만, 청구인을 수회에 걸쳐 면담하고 청구이유보충서 등을 여러 차례 제출하는 등 열정적인 활동으로 심도 있는 재판을 할 수 있도록 기여했다"는 이유로 모범 국선변호인으로 선정하였다. 2015년 제52회 법의 날에 국민훈장 무궁화장을 받는 등 서울지방변호사회 공익봉사상. 대한변호사협회 공로상, 동탑산업훈장 등 다수의 수상 실적이 있다. 무궁화장을 받으면서 권광중은 "법조인뿐 아니라 정치인, 공무원, 교육자, 기업인 등 국민 모두가 '법대로 해야 한다'는 공감대가 필요하지만, 우리나라에서는 '법대로 한다는 것은 사생결단이나 마찬가지'라는 인식이 깔려있어 안타깝다"고 말했다.

## 주요 판결
- 서울고등법원 형사10부 재판장으로 재직하던 1998년 2월 17일에 김현철에게 특가법 조세포탈과 알선수재죄를 적용해 모두 유죄로 인정하면서 원심대로 징역3년, 벌금 14억 4천만원, 추징금 5억 2420만원을 선고하면서 "형의 많고 적음이 문제가 아니라 형이 확정된 뒤에 엄정하게 지켜지는지가 더 중요하다"고 하면서 형 확정되기 전에 정치권의 사면 논란에 대해 비판적인 발언을 했다.[5]
- 서울고등법원 제5형사부 재판장으로서 1991.11.14. 선고 87노1386 국가보안법위반 사건의 판결에서 "국회의원이 공개리에 개최되는 정기국회 본회의에서 예정된 정치분야 대정부질문을 하기에 앞서 위 회의시작 30분 전에 국회의사당 소재 국회출입기자실에서 국회출입기자들에게만 취재와 보도의 편의를 위하여 비서를 통하여 발언원고사본을 배포하였다면, 그가 배포한 원고의 내용이 공개회의에서 행할 발언내용이고 (회의의 공개성), 원고의 배포시기가 당초 발언하기로 예정된 회의시작 30분 전으로 근접되어 있으며(시간적 근접성), 원고의 배포의 장소 및 대상이 국회의사당 내에 위치한 기자실 국회출입기자들만을 상대로 한정적으로 이루어진 점(장소 및 대상의 한정성) 및 원고배포의 목적이 보도의 편의를 위한 것인 점(목적의 정당성) 등에 비추어 위와 같은 국회질문원고 사전배포행위는 면책의 대상이 되는 직무부수행위에 해당한다고 봄이 상당하다."는 이유로 피고인에 대한 공소기각 판결을 선고한바 있고, 대법원 1992.9.22. 선고 91도 3317 판결에서 검사의 상고를 기각함에 따라 확정됐다(현직 국회의원 유성환 의원에 대한 속칭 국시논쟁 사건임).